# Autobahn Lianyungang–Khorgas
Die Autobahn Lianyungang–Korgas oder Lianhuo-Autobahn (chinesisch 连霍高速公路, Pinyin Liánhuò gāosù gōnglù, englisch Lianhuo Expressway), chin. Abk. G30, wird nach Fertigstellung die längste Autobahn in China sein. Sie führt von der Küstenstadt Lianyungang in der Provinz Jiangsu über die Provinzhauptstädte Zhengzhou, Xi’an, Lanzhou und Ürümqi nach Korgas im Autonomen Gebiet Xinjiang an der Grenze zu Kasachstan. Die Autobahn wird nach vollständiger Realisierung eine Länge von 4.280 km erreichen. Die G30 ist ein Teil des Westeuropa-Westchina-Verkehrskorridors. 